# Pierre Decourcelle
Pierre Adrien Decourcelle (Parigi, 25 gennaio 1856 – Parigi, 10 ottobre 1926) è stato uno scrittore e drammaturgo francese.
Figlio di Adrien Decourcelle e nipote di Adolphe d'Ennery, è noto per il romanzo Les Deux Gosses che ha ricevuto numerosi adattamenti cinematografici.